# Constitución de Colombia
La Constitución Política de la República de Colombia de 1991 es la carta magna de Colombia. Fue promulgada en la Gaceta Constitucional n.° 114 del domingo 7 de julio de 1991, y también se le conoce como la Constitución de los Derechos Humanos. Reemplazó a la Constitución Política de 1886 y fue expedida durante la presidencia del partido liberal César Gaviria.

## Historia

### Intenciones reformistas
A lo largo de los años Colombia había sufrido varias reformas adaptándose a los tiempos y las circunstancias del país. En 1986 se presentó una fallida reforma política que pretendía extender la participación ciudadana y evitar la corrupción administrativa. 
La primera propuesta de una asamblea constituyente fue una iniciativa del grupo guerrillero M-19 (Movimiento 19 de abril), presentada en su pliego de condiciones para liberar al político conservador cautivo Álvaro Gómez Hurtado.
El presidente Virgilio Barco lanzó la propuesta de reformar la constitución a través de una consulta popular que condujera a la derogatoria del artículo 13 del plebiscito de 1957, que impedía aplicar métodos extraordinarios de reforma. El 30 de enero de 1988, se concretó la propuesta de la convocatoria de un referendo para el 13 de marzo de 1988 (fecha de las elecciones locales) a fin de que el propio constituyente primario dejara sin piso dicha barrera legal. No obstante, surgieron varios opositores, entre los que estaban los expresidentes Alfonso López Michelsen y Misael Pastrana, aunque este último se mostró abierto al diálogo con el gobierno, firmando el 20 de febrero de 1988 el Acuerdo de la Casa de Nariño, para convocar al pueblo a un referendo para el 9 de octubre de 1988. El expresidente Carlos Lleras Restrepo mostró su apoyo, sin embargo, un año antes había solicitado la reforma a través de un acto legislativo. El candidato presidencial Luis Carlos Galán mostró su apoyo abierto a la propuesta gubernamental de Barco. 
Mediante el acuerdo se pactó realizar un Proceso de Reajuste Institucional de ocho meses, el cual contemplaba la creación de un órgano constituyente, originado en el Congreso; este presentaría una propuesta de reforma constitucional al Congreso, y luego, se realizaría un referéndum donde los artículos reformados se someterían a la aprobación del pueblo, y contemplaba la redacción de una propuesta a cargo de una comisión preparatoria, integrada por 14 miembros, 13 de los cuales eran representantes de los Partidos Liberal y Conservador. A pesar de que la reforma la dirigían estos dos partidos, la comisión preparatoria realizó cinco audiencias públicas convocando diferentes organizaciones no gubernamentales y organizaciones sociales. Durante estas audiencias se presentaron una serie propuestas individuales y colectivas, por parte de sindicatos, gremios, partidos, movimientos, universidades, etc. Tales organizaciones llevaron 523 propuestas, de estas difícilmente se podría extraer un proyecto político o modelo económico común, pues en su mayoría constituían reivindicaciones colectivas o sectoriales. Sin embargo, el Acuerdo de la Casa de Nariño no pudo continuar avanzando, debido a que fue declarado inconstitucional por el Consejo de Estado, el 4 de abril de 1988, pese a esto el gobierno decidió presentar al consideración del Congreso un proyecto de reforma constitucional, el 27 de julio de 1988. No obstante, el 15 de diciembre de 1988, el gobierno hundió el proyecto de reforma en el Congreso debido a la injerencia del Cartel de Medellín, que teniendo congresistas en su nómina, habían agregado pocos días antes una pregunta para prohibir la extradición.
Tras el asesinato de Luis Carlos Galán, se dio lugar a un movimiento estudiantil y político que propuso la convocatoria a una Asamblea Nacional Constituyente para las elecciones de 1990, movimiento que surgió en el marco de la violencia que agitó a Colombia durante esa década y asociaba los problemas del país con la falta de participación e inclusión política, bajo la consigna "Aun podemos salvar a Colombia". Las desmovilizaciones de los grupos guerrilleros del Movimiento 19 de abril (M-19) en 1990, el Ejército Popular de Liberación (EPL) y el Movimiento Armado Quintín Lame en 1991, contribuyeron a crear un ambiente social en el que la transformación del país por la vía política y jurídica se veía como el camino más promisorio.

### Convocatoria a la Asamblea Constituyente de 1991
El movimiento promocionó la Séptima papeleta para las elecciones legislativas de 1990, la cual consistía en introducir una papeleta adicional durante los comicios para que los colombianos votaran si estaban de acuerdo en convocar a una Asamblea Nacional Constituyente que promulgara una nueva Constitución Política. Por lo anterior, el movimiento es comúnmente conocido como La Séptima Papeleta.
El Consejo Electoral no aceptó la inclusión oficial del voto adicional durante la elección de Senado, Cámara de Representantes, asambleas departamentales, concejos municipales y alcaldes, (los gobernadores departamentales no se elegirían por votación popular hasta la Constitución de 1991); pero la papeleta se contó extraoficialmente y la Corte Suprema de Justicia reconoció la mayoritaria voluntad popular validando el voto. En diciembre de 1990 se convocaron a comicios para elegir los representantes a la Asamblea Nacional Constituyente, cuyos miembros firmaron la nueva constitución en una ceremonia pública el 4 de julio de 1991.
Cuando se firmó públicamente la nueva Constitución sus artículos aún no habían sido terminados y el secretario general de la Constituyente, Jacobo Pérez, reunido con todo su equipo, aún se encontraba comprobando la veracidad de cada artículo para irlo incorporando al texto de la Constitución. Este trabajo concluiría en los primeros minutos del 7 de julio de 1991.
Los presidentes de la constituyente fueron Álvaro Gómez Hurtado por el Movimiento de Salvación Nacional, Horacio Serpa por el Partido Liberal y Antonio Navarro Wolff por la Alianza Democrática M-19 . De esta forma la historia de Colombia tuvo un giro sin precedentes ya que no solo se logró un cambio constitucional sino también que el grupo guerrillero M-19 entregara las armas y se integrara a la vida política nacional, y que a las comunidades indígenas se les garantizara representación en el Congreso de la República.

## Estructura
La Constitución de Colombia posee un preámbulo, 13 Títulos, 380 artículos constitucionales y 67 artículos transitorios.

### Preámbulo
El preámbulo sirve como un texto introductorio que menciona los objetivos, valores y principios que un país bajo esa Constitución se compromete a defender y seguir; así mismo, establece el Estado de Derecho e indica los objetivos fundamentales de esta.

El pueblo de Colombia, en ejercicio de su poder soberano, representado por sus delegatarios a la Asamblea Nacional Constituyente, invocando la protección de Dios, y con el fin de fortalecer la unidad de la Nación y asegurar a sus integrantes la vida, la convivencia, el trabajo, la justicia, la igualdad, el conocimiento, la libertad y la paz, dentro de un marco jurídico, democrático y participativo que garantice un orden político, económico y social justo, y comprometido a impulsar la integración de la comunidad latinoamericana, decreta, sanciona y promulga la siguiente
Constitución Política 1991, para. 1

### Título Uno
El Título Uno de la Constitución describe los principios fundamentales de la Constitución. El Artículo 1 dice "Colombia es un Estado Social de Derecho" indicando que el objetivo de la atención del Estado es el bienestar del pueblo. 

ARTÍCULO 1. Colombia es un estado social de derecho, organizado en forma de República unitaria, con autonomía de sus entidades territoriales.

### Título Dos
El Título Dos describe los derechos, las garantías y los deberes. 
El Capítulo 1 habla de los derechos fundamentales. El Capítulo 2 describe los derechos sociales, económicos y culturales. El Capítulo 3 describe los derechos colectivos. El Capítulo 4 habla de la forma de proteger y aplicar los derechos dictados en la Carta. El Capítulo 5 de los deberes y obligaciones del ciudadano colombiano.

#### Capítulo 1: Derechos fundamentales
El Título Dos, Capítulo 1 describe los derechos constitucionales de los ciudadanos, también llamados derechos naturales o de primera generación.

#### Artículo 11
El derecho a la vida es inviolable. No habrá pena de muerte
Artículo 11

La vida es el presupuesto necesario de los demás derechos, un bien inalienable. La constitución protege la vida, además de que en el Artículo 1 consagra la solidaridad  como uno de los postulados básicos del Estado. La Constitución respeta la autonomía moral del individuo y las libertades y derechos.

#### Artículo 13
Todas las personas nacen libres e iguales ante la ley, recibirán la misma protección y trato de las autoridades y gozarán de los mismos derechos, libertades y oportunidades sin ninguna discriminación por razones de sexo, raza , origen nacional o familiar, lengua, religión, opinión política o filosófica.
El Estado promoverá las condiciones para que la igualdad sea real y efectiva y adoptará medidas en favor de grupos discriminados o marginados.
 
El Estado protegerá especialmente a aquellas personas que por su condición económica, física o mental, se encuentren en circunstancia de debilidad manifiesta y sancionará los abusos o maltratos que contra ellas se cometan.
El Artículo 13 establece la igualdad ante la ley de los ciudadanos, reconociendo el carácter universal de los derechos constitucionales. 
El principio de la igualdad se traduce en el derecho a que no se instauren excepciones o privilegios que exceptúen  a unos individuos de lo que se conceden a otros en idénticas circunstancias.

#### Artículo 18
Se garantiza la libertad de conciencia. Nadie será molestado por razón de sus convicciones o creencias ni compelido a revelarlas ni obligado a actuar contra su conciencia.
La libertad de conciencia se constituye en una vía para hacer cumplir la objeción de conciencia.

##### Artículo 37
Toda parte del pueblo puede reunirse y manifestarse pública y pacíficamente. Solo la ley podrá establecer de manera expresa los casos en los cuales se podrá limitar el ejercicio de este derecho.

#### Artículo 38
Se garantiza el derecho de libre asociación para el desarrollo de las distintas actividades que las personas realizan en sociedad.
En el Artículo 37 se constituye el derecho de reunión, distinto al derecho de asociación debido a su temporalidad y espacialidad.
El derecho a la libre asociación y a la negociación colectiva son en el Estado social de derecho una garantía para la realización efectiva de los valores fundantes del Estado, como la convivencia, el trabajo, la justicia social la paz y la libertad

#### Capítulo 2: Derechos económicos, sociales y culturales
El Capítulo 2 contiene los derechos asistenciales o de segunda generación. Se aplica el principio de la solidaridad entre sociedad.

#### Artículo 42
La familia es el núcleo fundamental de la sociedad. Se constituye por vínculos naturales o jurídicos, por la decisión libre de un hombre y una mujer de contraer matrimonio o por la voluntad responsable de conformarla.
El Artículo 42 da a la familia un contexto más realista que contractual.

#### Artículo 43
La mujer y el hombre tienen iguales derechos y oportunidades. La mujer no podrá ser sometida a ninguna clase de discriminación. Durante el embarazo y después del parto gozará de especial asistencia y protección del Estado, y recibirá de este subsidio alimentario si entonces estuviere desempleada o desamparada.
El Artículo 43 da a enterar que el Estado apoyará de manera especial a la mujer cabeza de familia.

##### Artículo 49
Señala la atención de la salud y el saneamiento ambiental.
La atención de la salud y el saneamiento ambiental son servicios públicos a cargo del Estado. Se garantiza a todas las personas el acceso a los servicios de promoción, protección y recuperación de la salud.
Corresponde al Estado organizar, dirigir y reglamentar la prestación de servicios de salud a los habitantes y de saneamiento ambiental conforme a los principios de eficiencia, universalidad y solidaridad. También, establecer las políticas para la prestación de servicios de salud por entidades privadas, y ejercer su vigilancia y control. Así mismo, establecer las competencias de la Nación, las entidades territoriales y los particulares, y determinar los aportes a su cargo en los términos y condiciones señalados en la ley.
Los servicios de salud se organizarán en forma descentralizada, por niveles de atención y con participación de la comunidad.
La ley señalará los términos en los cuales la atención básica para todos los habitantes será gratuita y obligatoria.

Toda persona tiene el deber de procurar el cuidado integral de su salud y la de su comunidad.
Modificado por el Acto Legislativo No 02 de 2009. Reglamentado por la Ley 1787 de 2016.

#### Capítulo 3: Derechos colectivos y del ambiente

##### Artículo 78
El Artículo 78 la ley regulación del control de calidad de bienes y servicios ofrecidos y
prestados a la comunidad.

##### Artículo 79
El Artículo 79 todas las personas tienen derecho a gozar un ambiente sano. Así como el deber del Estado en proteger la diversidad e integridad del ambiente.

##### Artículo 82
El Artículo 82 expresa el deber del Estado de velar por la protección de la integridad del espacio público. Se defiende el interés común por encima del particular.
Las entidades públicas participan en la plusvalía que genera su acción urbanística y regularán: la utilización del suelo y del espacio aéreo urbano. En el Artículo 313 se asigna a los concejos municipales, la función de reglamentar los usos del suelo.

#### Capítulo 4: Protección y aplicación de los Derechos

##### Artículo 86
Toda persona tendrá acción de tutela para reclamar ante los jueces, en todo momento y lugar, mediante un procedimiento preferente y sumario, por sí misma o por quien actúe a su nombre, la protección inmediata de sus derechos constitucionales fundamentales, cuando quiera que éstos resulten vulnerados o amenazados por la acción o la omisión de cualquier autoridad pública.
El fallo podrá impugnarse, y el juez podrá enviarlo a la Corte Constitucional para revisión. El juez tiene diez días hábiles para pronunciarse sobre el derecho deprecado.

##### Artículo 88
La ley regulará las acciones populares para la protección de los derechos e intereses colectivos, relacionados con el patrimonio, el espacio, la seguridad y la salubridad públicos, la moral administrativa, el ambiente, la libre competencia económica y otros de similar naturaleza que se definen en ella.

 

##### Artículo 90
El Estado responderá patrimonialmente por los daños antijurídicos que le sean imputables, causados por la acción o la omisión de las autoridades públicas. En el evento de ser condenado el Estado a la reparación patrimonial de uno de tales daños, que haya sido consecuencia de la conducta dolosa o gravemente culposa de un agente suyo, aquél deberá repetir contra éste.
Este artículo puede considerarse una muestra de la ideología garantista que rodea a la Carta Magna de 1991, consagrándose como una cláusula general de la responabilidad del Estado.

### Título Tres
El Título Tres describe los nacionales y extranjeros, la edad a la cual se adquiere la ciudadanía, el territorio y los límites de la República.

### Título Cuatro
El Título Cuatro describe las formas de participación democrática, los movimientos y partidos políticos y el estatuto de la oposición.
El artículo 103 afirma las formas de participación democrática: "el voto, el plebiscito, el referendo, la consulta popular, el cabildo abierto, la iniciativa legislativa y la revocatoria del mandato."

### Título Cinco
El Título Cinco describe la estructura del Estado y la Función Pública. Enumera las Tres Ramas del Poder Público. El Congreso es la rama legislativa del gobierno de la República. El Artículo 114 dispone lo siguiente: "Corresponde al Congreso de la República reformar la Constitución, hacer las leyes y ejercer control político sobre el gobierno y la administración. El Congreso de la República, estará integrado por el Senado y la Cámara de Representantes."  El Gobierno Nacional (Presidente de la República, Vicepresidente, ministros del despacho y directores de departamentos administrativos), las gobernaciones y las alcaldías, las superintendecias, los establecimientos públicos y las empresas industriales o comerciales del Estado, forman parte de la rama ejecutiva.  La Corte Constitucional, la Corte Suprema de Justicia, el Consejo de Estado, el Consejo Superior de la Judicatura —Comisión Nacional de Disciplina Judicial y el Consejo Nacional de Gobierno Judicial—, la Fiscalía General de la Nación, los Tribunales y los Jueces, Justicia Penal Militar "Tribunal de Garantías Penales" administran la rama judicial.

#### Capítulo 2
El artículo 123 añade la definición de los servidores públicos.

Artículo 123. Son servidores públicos los miembros de las corporaciones públicas, los empleados y trabajadores del Estado y de sus entidades descentralizadas territorialmente y por servicios. Los servidores públicos están al servicio del Estado y de la comunidad; ejercerán sus funciones en la forma prevista por la Constitución, la ley y el reglamento. La ley determinará el régimen aplicable a los particulares que temporalmente desempeñen funciones públicas y regulará su ejercicio.

Artículo 125. Los empleos en los órganos y entidades del Estado son de carrera. Se exceptúan los de elección popular, los de libre nombramiento y remoción, los de trabajadores oficiales y los demás que determine la ley. Los funcionarios, cuyo sistema de nombramiento no haya sido determinado por la Constitución o la ley, serán nombrados por concurso público. El ingreso a los cargos de carrera y el ascenso en los mismos, se harán previo cumplimiento de los requisitos y condiciones que fije la ley para determinar los méritos y calidades de los aspirantes. El retiro se hará: por calificación no satisfactoria en el desempeño del empleo; por violación del régimen disciplinario y por las demás causales previstas en la Constitución o la ley. En ningún caso la filiación política de los ciudadanos podrá determinar su nombramiento para un empleo de carrera, su ascenso o remoción. Los períodos establecidos en la Constitución Política o en la ley para cargos de elección tienen el carácter de institucionales. Quienes sean designados o elegidos para ocupar tales cargos, en reemplazo por falta absoluta de su titular, lo harán por el resto del período para el cual este fue elegido.

### Título Seis
El Título Seis describe la composición y funciones del Congreso, el poder legislativo del gobierno de la República. Las leyes que emanan de este órgano, sus integrantes y cámaras.

### Título Siete
El Título Siete describe la rama ejecutiva.

### Título Ocho
El Título Ocho describe la rama judicial.

### Título Nueve
El Título Nueve describe la organización electoral y las elecciones.

### Título Diez
El Título Diez describe los organismos de control.

### Título Once
El Título Once describe la organización territorial.

### Título Doce
El Título Doce describe el régimen económico y la hacienda pública.

#### Capítulo 2: De los planes de desarrollo

##### Artículo 340
Habrá un Consejo Nacional de Planeación integrado por representantes de las entidades territoriales y de los sectores económicos, sociales, ecológicos, comunitarios y culturales. El Consejo tendrá carácter consultivo  y servirá de foro para la discusión del Plan Nacional de Desarrollo. Los miembros del Consejo Nacional serán designados por el Presidente de la República de listas que le presenten las autoridades y las organizaciones de las entidades y sectores a que se refiere el inciso anterior, quienes deberán estar o haber estado vinculados a dichas actividades. Su período será de ocho años y cada cuatro se renovará parcialmente en la forma que establezca la ley. En las entidades territoriales habrá también consejos de planeación, según lo determine la ley. El Consejo Nacional y los consejos territoriales de planeación constituyen el Sistema Nacional de Planeación.

| Reglamentada en la L. 152 de 1994 |
| Artículo 12.º Funciones del Consejo Nacional de Planeación. Son funciones del Consejo Nacional de Planeación: 1. Analizar y discutir el proyecto del Plan Nacional de Desarrollo. 2. Organizar y coordinar una amplia discusión nacional sobre el proyecto del Plan Nacional de Desarrollo, mediante la organización de reuniones nacionales y regionales con los Consejos Territoriales de Planeación en las cuales intervengan los sectores económicos, sociales, ecológicos, comunitarios y culturales, con el fin de garantizar eficazmente la participación ciudadana de acuerdo con el artículo 342 de la Constitución Política. 3. Absolver las consultas que, sobre el Plan Nacional de Desarrollo, formule el Gobierno Nacional o las demás autoridades de planeación durante la discusión del proyecto del plan. 4. Formular recomendaciones a las demás autoridades y organismos de planeación sobre el contenido y la forma del Plan. 5. Conceptuar sobre el proyecto del Plan de Desarrollo elaborado por el Gobierno. Parágrafo.- El Departamento Nacional de Planeación prestará al Consejo el apoyo administrativo y logístico que sea indispensable para su funcionamiento. |

#### Artículo 342
La correspondiente ley orgánica reglamentará todo lo relacionado con los procedimientos de elaboración, aprobación y ejecución de los planes de desarrollo y dispondrá los mecanismos apropiados para su armonización y para la sujeción a ellos de los presupuestos oficiales. Determinará, igualmente, la organización y funciones del Consejo Nacional de Planeación y de los consejos territoriales, así como los procedimientos conforme a los cuales se hará efectiva la participación ciudadana en la discusión de los planes de desarrollo, y las modificaciones correspondientes, conforme a lo establecido en la Constitución.

#### Capítulo 5: De la finalidad social del estado y de los servicios públicos

##### Artículo 365
Los servicios públicos son inherentes a la finalidad social del Estado. Es deber del Estado asegurar su prestación eficiente a todos los habitantes del territorio nacional.

Los servicios públicos estarán sometidos al régimen jurídico que fije la ley, podrán ser prestados por el Estado, directa o indirectamente, por comunidades organizadas, o por particulares. En todo caso, el Estado mantendrá la regulación, el control y la vigilancia de dichos servicios. Si por razones de soberanía o de interés social, el Estado, mediante ley aprobada por la mayoría de los miembros de una y otra cámara, por iniciativa del Gobierno decide reservarse determinadas actividades estratégicas o servicios públicos, deberá indemnizar previa y plenamente a las personas que en virtud de dicha ley, queden privadas del ejercicio de una actividad lícita.

##### Artículo 366
El bienestar general y el mejoramiento de la calidad de vida de la población son finalidades sociales del Estado. Será objetivo fundamental de su actividad la solución de las necesidades insatisfechas de salud, de educación, de saneamiento ambiental y de agua potable.

Para tales efectos, en los planes y presupuestos de la Nación y de las entidades territoriales, el gasto público social tendrá prioridad sobre cualquier otra asignación.

### Título Trece
El Título Trece describe los procedimientos para reformar la Constitución.

## Garantías constitucionales
Los Derechos Fundamentales en Colombia, tienen la siguiente clasificación:

### De aplicación inmediata
Derecho a la vida, igualdad, reempleo socioeconómico de personalidad jurídica, intimidad, habeas data, al libre desarrollo de la personalidad, a la libertad personal en todas sus formas, a la libertad de conciencia, de expresión y de información y de cultos, a la honra y buen nombre,  al derecho de petición, de libre circulación, a la libertad de escoger profesión y oficio, de enseñanza, aprendizaje investigación y cátedra, al  habeas corpus, al debido proceso, a no ser sometido a sanciones de destierro, prisión perpetua o confiscación, al asilo, en los términos previstos por la ley, a las libertades de reunión y manifestación y a los derechos políticos.

### Carácter fundamental
Los derechos de los niños, que incluyen derechos prestacionales como la salud.

### Estatutos en el Bloque de Constitucionalidad
Las disposiciones de la Convención Americana sobre Derechos Humanos; Los Cuatro Convenios de Ginebra del 12 de agosto de 1949; los protocolos adicionales a los Convenios de Ginebra; La Convención sobre prohibiciones o restricciones del empleo de ciertas armas convencionales que pueden considerarse excesivamente nocivas o de efectos indiscriminados y sus cuatro protocolos; La Convención Interamericana para prevenir y sancionar la tortura; La Convención Interamericana sobre desaparición forzada de personas; Convenio 98 de la OIT sobre el derecho de sindicación y negociación colectiva; Convenio 138 de la OIT sobre edad mínima de admisión de empleo; Convenio 182 de la OIT sobre la prohibición de peores formas de trabajo infantil y la acción inmediata para su eliminación.

### Derechos fundamentales innominados
Dignidad Humana; el mínimo vital; la seguridad personal frente a riesgos extraordinarios; y la estabilidad laboral reforzada de sujetos de especial protección consal (trabajadores con fuero sindical), personas discapacitadas, la mujer embarazada y los portadores de VIH - sida etc

### Derechos fundamentales por conexidad
Un Derecho se relaciona con el Otro Ejemplo:   Artículo 79, la Constitución Nacional (CN) consagra que: ¨ Todas las personas tienen derecho a gozar de un ambiente sano. La Ley garantizará la participación de la comunidad en las decisiones que puedan afectarlo. Es deber del Estado proteger la diversidad e integridad del ambiente, conservar las áreas de especial importancia ecológica y fomentar la educación para el logro de estos fines¨.
Esta norma constitucional puede interpretarse de manera solidaria con el principio fundamental del derecho a la vida, ya que este solo se podría garantizar bajo condiciones en las cuales la vida pueda disfrutarse con calidad. Derecho a la seguridad social en salud y la vida;
Así muchos más en el C.P.C en derecho a la seguridad social en pensiones y el mínimo vital; derecho al pago oportuno de pensiones y el mínimo vital; derecho al pago de la licencia de maternidad y el mínimo vital; derecho a la educación; y derecho a un medio ambiente sano.

## Cambios introducidos en la Constitución de 1991
- La Constitución Política de 1991 reconoce a Colombia como un Estado Social de Derecho organizado como República unitaria descentralizada, de manera que sus entidades territoriales deben ser autónomas (Artículo 1).[22]
- Reemplaza la democracia representativa por la democracia participativa.
- Eleva a departamentos las antiguas Intendencias y Comisarías.
- Eleva a Bogotá de Distrito Especial a Distrito capital.
- Reconoce la diversidad étnica y cultural de la nación, admitiendo la diversidad lingüística y religiosa del país y la obligación del Estado en la protección de su patrimonio cultural (Artículos 7, 8, 10, 72). Según la Constitución de 1886 el único idioma oficial era el español y la única religión el catolicismo.
- Elimina el estado de sitio y lo reemplaza por el estado de excepción en caso de conmoción interna o de guerra exterior. A su vez, establece el Estado de Emergencia, el cual debe ser de naturaleza económica, social o ecológica y requiere de la firma de todo el gabinete ministerial de un gobierno para ser declarado. Cada caso de Estado de Emergencia tiene un límite de vigencia de 30 días y sumados no pueden superar los 90 días en un año calendario (Artículo 215).
- Establece un sistema judicial acusatorio basado en la Fiscalía General de la Nación.
- Crea la acción de tutela y el derecho de petición como herramientas de defensa de los derechos de los ciudadanos cuando sean vulnerados por el Estado o empresas privadas teniendo como entidad la Defensoría del Pueblo.
- Crea la Corte Constitucional (reemplazando la Sala Constitucional dependiente de la Corte Suprema de Justicia), la cual debe encargarse de la revisión jurídica y el análisis de la constitucionalidad de las leyes, decretos legislativos, tratados internacionales y referendos. Además, debe analizar y tomar decisiones en casos de apelación de decisiones judiciales como la acción de tutela.
- Crea el Consejo Superior de la Judicatura para administrar la rama judicial en reemplazo del Tribunal Disciplinario.
- Crea la Comisión Nacional De Television, Para regular el contenido televisivo, En 2012 fue reemplazada por la Autoridad Nacional De Television, Y esta misma siendo liquidada desde 2019 por la reforma de las TIC del gobierno de Iván Duque siendo Reemplaza por la Nueva Comisión De Regulacion De Comunicaciones, Su liquidacion terminó en 2021, Dándole fin tras 30 años,

## Reformas a la Constitución de 1991
En la Constitución de 1991 la extradición de ciudadanos colombianos no fue permitida, pero el 17 de diciembre de 1997 este artículo fue derogado a condición de que la extradición no fuese retroactiva, es decir, no puede aplicarse a delitos cometidos desde antes de la promulgación de la ley. La extradición fue un tema de vital importancia en esa época en Colombia debido a la persecución de narcotraficantes en el país.
Otro cambio importante fue el de la reelección presidencial, la cual no era permitida por la Constitución, pero a partir de una reforma tramitada en el Congreso fue aprobada en octubre de 2005, lo que permitió que Álvaro Uribe Vélez fuera elegido presidente para un segundo periodo. En 2009 el Congreso aprobó la convocatoria a un referendo reeleccionista (la única manera posible de hacer nuevamente una reforma constitucional en este caso sin convocar a una Asamblea Nacional Constituyente) que permitiera un tercer periodo presidencial, pero el referendo fue anulado por la Corte Constitucional al hallarlo inexequible La reelección presidencial fue eliminada el 3 de junio de 2015, tras una nueva reforma.